# Distretto di Ika
Il distretto di Ika (伊香郡, Ika-gun?) era uno dei distretti della prefettura di Shiga, in Giappone.
Prima della soppressione, ne facevano parte i comuni di Kinomoto, Nishiazai, Takatsuki e Yogo. Il 1º gennaio del 2010, queste quattro municipalità sono state assorbite dalla città di Nagahama e, a partire da tale data, il distretto di Ika ha cessato di esistere.
| Controllo di autorità | VIAF (EN) 255842372 · NDL (EN, JA) 00400277 |